# マーガレット・リンジー・ハギンズ

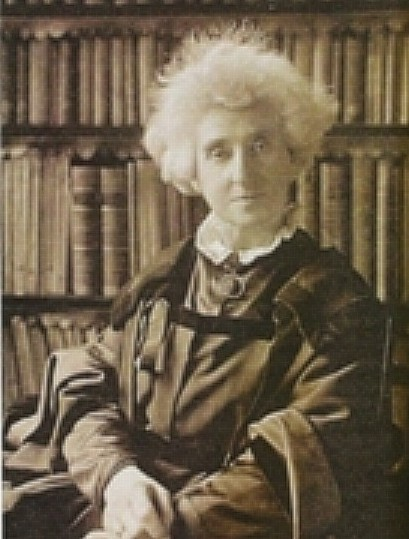
マーガレット・リンジー・ハギンズ

マーガレット・リンジー、レディ・ハギンズ (英語: Margaret Lindsay, Lady Huggins、1848年8月14日 – 1915年3月24日)はアイルランド系イングランド人の天文学者である。ダブリン生まれてあり、出生時の名前はマーガレット・リンジー・マリィ(Margaret Lindsay Murray)であった。夫であるウィリアム・ハギンズとともに分光学の分野におけるパイオニア的な著作であるAtlas of Representative Stellar Spectra (1899)を著した。
マーガレットは弁護士であるジョン・マージョリバンクス・マリィとヘレン・リンジーの娘として生まれた。マーガレットが若い時に母が亡くなって父が再婚し、マーガレットはたいてい1人で過ごすようになったという。友人たちによって書かれた訃報では、マーガレットの天文学への関心は富裕な銀行家であった祖父ロバート・マリィに負うところがあったということである。この訃報によると、マーガレットの祖父が孫娘に星座のことを教え、その結果マーガレットは自宅で作った装置で天空を観察することをはじめた。マーガレットは雑誌『グッド・ワーズ』(Good Words)の天文学の記事にヒントを得て分光器を自作した。
分光学に対する関心と能力により、マーガレットは天文学者であるウィリアム・ハギンズと知り合い、1875年にふたりは結婚した。1897年に夫のウィリアムがナイト・コマンダーに叙任されたため、「レディ・ハギンズ」となった。ウィリアムの画像を用いた調査を成功させるにあたってマーガレットの力が大きな助けとなったことが、証拠から示唆されている。マーガレットはブリタニカ百科事典第11版に寄稿している。
『ロンドン・タイムズ』に掲載されたマーガレット・ハギンズの死の通知記事では、天文学者リチャード・プロクターがマーガレットを「分光器のウィリアム・ハーシェル」と評したことが触れられている。遺言により、自作の装置を含むマーガレット・ハギンズの天文学コレクションはウェルズリー大学とウェルズリー大学ホワイティン天文台に寄贈された。

## 著作
- Obituary, William Lassell, 1880.[13]
- Astronomical Drawing, 1882.[14]
- Obituary, Warren de la Rue, 1889.[15]
- On a new group of lines in the photographic spectrum of Sirius, 1890.[16]
- The System of the Stars, 1890.[17]
- On Wolf and Rayet's Bright-Line Stars in Cygnus, 1891.[18]
- The Astrolabe, 1895.[19]
- The Astrolabe. II. History, 1895.[20]
- Spectroscopic notes, 1897.[21]
- An Atlas of Representative Stellar Spectra from 4870 to 3300, 1899.[9]
- Obituary, Agnes Mary Clerke, 1907.[22]